# Malå lappstad
Malå lappstad, eller Lappstan, är en lappstad i Malå i Lappland.
I Malå fanns från 1890-talet en kyrkstad bestående av ett större hus med 21 rum och två mindre hus. De brann ned 1909. Nuvarande lappstad, bestående av 19 timmerkåtor och 20 härbren, byggdes 1967. Den används bland annat vid Malå samehelg under ett veckoslut i augusti.